# Les Chasseurs deux
Les Chasseurs deux est un recueil de poèmes d'André Hardellet publié en 1973 aux éditions Jean-Jacques Pauvert et ayant reçu le Prix des Deux Magots l'année suivante.

## Éditions
- Les Chasseurs deux, éditions Jean-Jacques Pauvert, 1973.